# Het Feest van Tante Rita
Het Feest van Tante Rita is een Nederlandse speelfilm uit 2022 geregisseerd door Dennis Bots. De familiefilm is een musicalfilm gebaseerd op de liedjes van Minidisco. De film is voor een groot gedeelte opgenomen in en rondom een vakantiepark in Beerze. Het Feest van Tante Rita ontving in 2023 de Gouden Film, omdat het meer dan 100.000 bezoekers naar de bioscoop had getrokken. Van de film is ook een musical gemaakt. Deze ontving in 2022 een nominatie voor Beste Familiemusical.

## Hoofdcast
| Acteur                 | Personage                         |
| ---------------------- | --------------------------------- |
| Edsilia Rombley        | moeder Chanelle                   |
| Pim Muda               | vader Jan                         |
| Esther Mbire           | Lulu                              |
| Sil van der Zwan       | Theo                              |
| Piet Tomassen          | Valentijn Wilhelmus Olivier (VWO) |
| Edo Brunner            | Remco                             |
| Channah Hewitt         | de Matties                        |
| Lonneke van Krimpen    | de Matties                        |
| Remi de Smet           | de Matties                        |
| Ridder van Kooten      | Frank Vonk                        |
| Najib Amhali           | Buschauffeur                      |
| Lucretia van der Vloot | Tante Rita                        |
| Jack van Gelder        | Verslaggever                      |
| Tooske Ragas           | Reporter                          |